# بزتپه، قرشهر
بُزتپه (به ترکی استانبولی: Boztepe) یک منطقهٔ مسکونی در ترکیه است که در قر شهر واقع شده‌است. بزتپه ۱٬۱۵۷ متر بالاتر از سطح دریا واقع شده‌است.